# Lijst van gemeentelijke monumenten in Den Haag/Centrum
Het stadsdeel Centrum van Den Haag kent 731 gemeentelijke monumenten. Hieronder een overzicht.

## Archipelbuurt
De Archipelbuurt in de wijk Centrum kent 191 gemeentelijke monumenten, zie de lijst van gemeentelijke monumenten in de Archipelbuurt

## Kortenbos
De buurt Kortenbos in de wijk Centrum kent 83 gemeentelijke monumenten, zie de lijst van gemeentelijke monumenten in Kortenbos

## Groente- en Fruitmarkt
De Groente- en Fruitmarkt kent 1 gemeentelijk monument:
| Object                                                 | Bouwjaar  | Architect                     | Locatie                                                   | Coördinaten                  | Nr.        | Afbeelding                                             |
| ------------------------------------------------------ | --------- | ----------------------------- | --------------------------------------------------------- | ---------------------------- | ---------- | ------------------------------------------------------ |
| Voormalige farmaceutische fabriek in wederopbouw stijl | 1954-1956 | G.A. Heldoorn, B. Schultheiss | Fruitweg 23/25/25a/27 Televisiestraat 3 Telexstraat 4/6/8 | 52° 3' 29" NB, 4° 18' 16" OL | 0518/WN893 | Voormalige farmaceutische fabriek in wederopbouw stijl |

## Openbaar Vervoer Museum
Het Haags Openbaar Vervoer Museum kent 24 gemeentelijke monumenten:
| Object                     | Bouwjaar  | Architect                      | Locatie         | Coördinaten                  | Nr.        | Afbeelding                 |
| -------------------------- | --------- | ------------------------------ | --------------- | ---------------------------- | ---------- | -------------------------- |
| Autobus 142                | 1943      | Chevrolet / Perkins            | Parallelweg 224 | 52° 4' 38" NB, 4° 18' 45" OL | 0518/WN836 | Autobus 142                |
| Autobus 3114               | 1975      | British Leyland                | Parallelweg 224 | 52° 4' 38" NB, 4° 18' 45" OL | 0518/WN837 | Autobus 3114               |
| Autobus 327                | 1958      | Kromhout en Verheul            | Parallelweg 224 | 52° 4' 38" NB, 4° 18' 45" OL | 0518/WN838 | Autobus 327                |
| Autobus 419                | 1982      | DAF en Hainje                  | Parallelweg 224 | 52° 4' 38" NB, 4° 18' 45" OL | 0518/WN839 | Upload foto                |
| Autobus 4282               | 1961      | British Leyland en Verheul     | Parallelweg 224 | 52° 4' 38" NB, 4° 18' 45" OL | 0518/WN840 | Autobus 4282               |
| Autobus 48                 | 1946      | Chausson en Panhard            | Parallelweg 224 | 52° 4' 38" NB, 4° 18' 45" OL | 0518/WN841 | Autobus 48                 |
| Autobus 4842               | 1960      | British Leyland en Werkspoor   | Parallelweg 224 | 52° 4' 38" NB, 4° 18' 45" OL | 0518/WN842 | Autobus 4842               |
| Autobus 7639               | 1967      | British Leyland en Den Oudsten | Parallelweg 224 | 52° 4' 38" NB, 4° 18' 45" OL | 0518/WN843 | Autobus 7639               |
| Elektrische locomotief H51 | 1927      | Siegener Eisenbahnbedarf       | Parallelweg 224 | 52° 4' 38" NB, 4° 18' 45" OL | 0518/WN844 | Elektrische locomotief H51 |
| PCC-car 1022               | 1952      | La Brugeoise et Nivelles       | Parallelweg 224 | 52° 4' 38" NB, 4° 18' 45" OL | 0518/WN845 | PCC-car 1022               |
| Motorwagen 164             | 1908      | Werkspoor                      | Parallelweg 224 | 52° 4' 38" NB, 4° 18' 45" OL | 0518/WN846 | Motorwagen 164             |
| Motorwagen 215             | 1948      | Werkspoor                      | Parallelweg 224 | 52° 4' 38" NB, 4° 18' 45" OL | 0518/WN847 | Motorwagen 215             |
| Motorwagen 265             | 1921      | HAWA                           | Parallelweg 224 | 52° 4' 38" NB, 4° 18' 45" OL | 0518/WN848 | Motorwagen 265             |
| Motorwagen 36              | 1929      | La Brugeoise et Nivelles       | Parallelweg 224 | 52° 4' 38" NB, 4° 18' 45" OL | 0518/WN849 | Motorwagen 36              |
| Motorwagen 57              | 1923      | Linke Hoffmann Werke           | Parallelweg 224 | 52° 4' 38" NB, 4° 18' 45" OL | 0518/WN850 | Motorwagen 57              |
| Motorwagen 810             | 1927      | Allan & Co.                    | Parallelweg 224 | 52° 4' 38" NB, 4° 18' 45" OL | 0518/WN851 | Motorwagen 810             |
| Motorwagen 819             | 1927      | Allan & Co.                    | Parallelweg 224 | 52° 4' 38" NB, 4° 18' 45" OL | 0518/WN852 | Motorwagen 819             |
| Pekelwagen 14              | 1927      | Allan & Co.                    | Parallelweg 224 | 52° 4' 38" NB, 4° 18' 45" OL | 0518/WN853 | Pekelwagen 14              |
| Railslijpwagen H25         | 1930-1939 | HTM                            | Parallelweg 224 | 52° 4' 38" NB, 4° 18' 45" OL | 0518/WN854 | Upload foto                |
| Aanhangwagen 505           | 1905      | Allan & Co.                    | Parallelweg 224 | 52° 4' 38" NB, 4° 18' 45" OL | 0518/WN855 | Aanhangwagen 505           |
| Aanhangwagen 614           | 1912      | Allan & Co.                    | Parallelweg 224 | 52° 4' 38" NB, 4° 18' 45" OL | 0518/WN856 | Aanhangwagen 614           |
| Aanhangwagen 769           | 1929      | La Brugeoise et Nivelles       | Parallelweg 224 | 52° 4' 38" NB, 4° 18' 45" OL | 0518/WN857 | Aanhangwagen 769           |
| Aanhangwagen 118           | 1924      | Allan & Co.                    | Parallelweg 224 | 52° 4' 38" NB, 4° 18' 45" OL | 0518/WN858 | Aanhangwagen 118           |
| Zuigmotorwagen 2           | 1928      | Schörling                      | Parallelweg 224 | 52° 4' 38" NB, 4° 18' 45" OL | 0518/WN859 | Zuigmotorwagen 2           |

## Schilderswijk
De Schilderswijk kent 6 gemeentelijke monumenten:
| Object                                                                          | Bouwjaar  | Architect                        | Locatie                                                                      | Coördinaten                  | Nr.        | Afbeelding                                 |
| ------------------------------------------------------------------------------- | --------- | -------------------------------- | ---------------------------------------------------------------------------- | ---------------------------- | ---------- | ------------------------------------------ |
| Delpratwoningen in neorenaissance stijl                                         | 1897-1898 |                                  | Hoefkade 612 t/m 702                                                         | 52° 3' 59" NB, 4° 18' 52" OL | 0518/WN685 | Upload foto                                |
| In art-decostijl geschilderde muurreclame                                       |           |                                  | Jacob Catsstraat 6g                                                          | 52° 4' 16" NB, 4° 18' 36" OL | 0518/WN907 | In art-decostijl geschilderde muurreclame  |
| Van Ostadewoningen in neorenaissance stijl                                      | 1885-1895 | W.B. van Liefland                | Van Ostadestraat 15 - 77 Hannemanstraat 156 - 298 Jacob Catsstraat 65 (1-96) | 52° 4' 7" NB, 4° 18' 41" OL  | 0518/WN687 | Van Ostadewoningen in neorenaissance stijl |
| Fabrieksgebouw van de voormalige ""Peco Suikerwerken""' in neorenaissance stijl | 1896      | J.W. Bosboom                     | Zoutkeetsingel 40 Schapenlaan                                                | 52° 4' 22" NB, 4° 17' 47" OL | 0518/WN689 | Meer afbeeldingen                          |
| Telefooncel                                                                     | 1932      | J.A. Brinkman L.C. van der Vlugt | Voorheen Buitenhof, sinds medio mei 2014 Parallelweg 224/225                 | 52° 3' 41" NB, 4° 18' 27" OL | 0518/WN234 | Meer afbeeldingen                          |
| Alarm/brand/politiecel                                                          | 1925-1940 |                                  | Voorheen Buitenhof, sinds medio mei 2014 Parallelweg 224/225                 | 52° 3' 41" NB, 4° 18' 27" OL | 0518/WN235 | Meer afbeeldingen                          |

## Stationsbuurt
De Stationsbuurt kent 18 gemeentelijke monumenten:
| Object | Bouwjaar      | Architect                                                     | Locatie                                            | Coördinaten                  | Nr.        | Afbeelding |
| --- | ------------- | ------------------------------------------------------------- | -------------------------------------------------- | ---------------------------- | ---------- | --- |
| Natuurstenen gevel in neomanieristische stijl                                                                                              | 1907          | W.B. van Liefland                                             | Bezuidenhoutseweg 3                                | 52° 4' 53" NB, 4° 19' 14" OL | 0518/WN200 | Natuurstenen gevel in neomanieristische stijl                                                                                              |
| Pand op de hoek van de Abraham Amptstraat                                                                                                  | circa 1650    |                                                               | Groenewegje 116 en 117                             | 52° 4' 24" NB, 4° 18' 57" OL | 0518/WN690 | Pand op de hoek van de Abraham Amptstraat                                                                                                  |
| Pand | circa 1650    |                                                               | Groenewegje 118                                    | 52° 4' 24" NB, 4° 18' 57" OL | 0518/WN691 | Pand |
| Woon- en bedrijfspand | circa 1650    |                                                               | Groenewegje 119 en 120                             | 52° 4' 24" NB, 4° 18' 57" OL | 0518/WN692 | Woon- en bedrijfspand |
| Woon- en bedrijfspand | 1800-1849     |                                                               | Groenewegje 121 en 122                             | 52° 4' 24" NB, 4° 18' 58" OL | 0518/WN693 | Woon- en bedrijfspand |
| Pand | 18e/19e eeuw  |                                                               | Groenewegje 123                                    | 52° 4' 24" NB, 4° 18' 58" OL | 0518/WN694 | Pand |
| Woon- en bedrijfspand | circa 1650    |                                                               | Groenewegje 124                                    | 52° 4' 24" NB, 4° 18' 59" OL | 0518/WN695 | Woon- en bedrijfspand |
| Woonhuis | circa 1650    |                                                               | Groenewegje 125                                    | 52° 4' 25" NB, 4° 18' 58" OL | 0518/WN696 | Woonhuis |
| Woonhuis en bedrijfspand | 1775-1799     |                                                               | Groenewegje 126 en 126a                            | 52° 4' 24" NB, 4° 18' 59" OL | 0518/WN697 | Woonhuis en bedrijfspand |
| Pand, bestaande uit parterre, verdieping en zolderverdieping in het schilddak                                                              | 18e-eeuws     |                                                               | Groenewegje 127 en 127a                            | 52° 4' 25" NB, 4° 18' 59" OL | 0518/WN698 | Pand, bestaande uit parterre, verdieping en zolderverdieping in het schilddak                                                              |
| Pand in eclectische stijl | 17e/18e-eeuws |                                                               | Groenewegje 128                                    | 52° 4' 25" NB, 4° 18' 59" OL | 0518/WN699 | Pand in eclectische stijl |
| Woonhuis | 1800-1850     |                                                               | Groenewegje 129 en 130                             | 52° 4' 25" NB, 4° 18' 59" OL | 0518/WN700 | Woonhuis |
| Woonhuis ter breedte van vier vensterassen, bestaande uit parterre, twee verdiepingen en een schilddak met de nok evenwijdig aan de straat | 18e-eeuws     |                                                               | Groenewegje 136 en 137                             | 52° 4' 25" NB, 4° 19' 0" OL  | 0518/WN701 | Woonhuis ter breedte van vier vensterassen, bestaande uit parterre, twee verdiepingen en een schilddak met de nok evenwijdig aan de straat |
| Woon- en bedrijfspand met lijstgevel | circa 1750    |                                                               | Groenewegje 144 en 144a                            | 52° 4' 26" NB, 4° 19' 4" OL  | 0518/WN702 | Woon- en bedrijfspand met lijstgevel |
| Woonhuispand met lijstgevel | circa 1750    |                                                               | Groenewegje 158                                    | 52° 4' 27" NB, 4° 19' 6" OL  | 0518/WN703 | Woonhuispand met lijstgevel |
| Woonhuispand met lijstgevel | circa 1750    |                                                               | Groenewegje 159 en 160                             | 52° 4' 27" NB, 4° 19' 7" OL  | 0518/WN704 | Woonhuispand met lijstgevel |
| Voormalig hoofdkantoor Postcheque- en Girodienst, in Traditionalisme stijl                                                                 | 1920-1924     | P.F. de Bordes G.C. Bremer D.E.C. Knutte H.J.A. van der Kooij | Spaarneplein 2 Spaarnestraat 1 Dintelstraat 2 en 4 | 52° 4' 23" NB, 4° 19' 35" OL | 0518/WN705 | Meer afbeeldingen |
| Bierbrouwerij ""De Drie Hoefijzers"" (voormalige) in Overgangsarchitectuur stijl                                                           | 1912-1913     | K. Meijer H.E.M. Rademaker                                    | Zwetstraat 1 t/m 5 Dintelstraat 42                 | 52° 4' 21" NB, 4° 19' 35" OL | 0518/WN706 | Bierbrouwerij ""De Drie Hoefijzers"" (voormalige) in Overgangsarchitectuur stijl                                                           |

## Transvaalkwartier
Het Transvaalkwartier kent 12 gemeentelijke monumenten:
| Object                                                                 | Bouwjaar   | Architect             | Locatie                                                        | Coördinaten                  | Nr.        | Afbeelding                           |
| ---------------------------------------------------------------------- | ---------- | --------------------- | -------------------------------------------------------------- | ---------------------------- | ---------- | ------------------------------------ |
| Vrijstaande portierswoning                                             | 1924       |                       | Beijersstraat 115                                              | 52° 3' 57" NB, 4° 17' 24" OL | 0518/WN707 | Vrijstaande portierswoning           |
| Comeniusschool                                                         | 1921-1923  | K.M. Kuijk            | Kempstraat 126, Paardenbergstraat 3                            | 52° 3' 53" NB, 4° 17' 32" OL | 0518/WN710 | Comeniusschool                       |
| Schoolgebouw in neorenaissance stijl                                   | 1903       |                       | Pretoriusstraat 123 en 125                                     | 52° 4' 12" NB, 4° 17' 18" OL | 0518/WN711 | Schoolgebouw in neorenaissance stijl |
| Burgerschool                                                           | 1915       | A. Schadee            | De la Reyweg 210 en 212                                        | 52° 3' 60" NB, 4° 17' 15" OL | 0518/WN708 | Burgerschool                         |
| Ambachtsschool                                                         | 1932       | Henri van Vreeswijk   | De la Reyweg 628 Veluweplein 1 Schalk Burgerstraat 425         | 52° 3' 37" NB, 4° 17' 33" OL | 0518/WN709 | Ambachtsschool                       |
| Julianakerk en kosterswoning in Amsterdamse School stijl               | 1924-1926  | Gijs van Hoogevest    | Schalk Burgerstraat 217/219 Paardenbergstraat 1 Kempstraat 124 | 52° 3' 53" NB, 4° 17' 36" OL | 0518/WN712 | Meer afbeeldingen                    |
| Dr. C.E. van Koetsveldschool                                           | 1923-1924  |                       | Schalk Burgerstraat 383 Vrijstaathof 50                        | 52° 3' 43" NB, 4° 17' 36" OL | 0518/WN713 | Upload foto                          |
| Voormalig rusthuis voor ouden van dagen in Overgangsarchitectuur stijl | 1914       | L. Cusell             | Scheepersstraat 54 Hertzogstraat 50a                           | 52° 4' 2" NB, 4° 17' 34" OL  | 0518/WN714 | Upload foto                          |
| Voormalige Prinses Julianaschool                                       | 1922       | L. Cusell J.N. Munnik | Viljoenstraat 8                                                | 52° 3' 45" NB, 4° 17' 42" OL | 0518/WN715 | Voormalige Prinses Julianaschool     |
| Muurreclame                                                            | circa 1930 |                       | Wesselsstraat 42/44                                            | 52° 3' 59" NB, 4° 17' 46" OL | 0518/WN716 | Muurreclame                          |

## Uilebomen
De buurt Uilebomen in de wijk Centrum kent 47 gemeentelijke monumenten:
| Object | Bouwjaar                               | Architect                                | Locatie                                | Coördinaten                  | Nr.        | Afbeelding |
| --- | -------------------------------------- | ---------------------------------------- | -------------------------------------- | ---------------------------- | ---------- | --- |
| Woonhuis | 17e-eeuws met 18e-/19e-eeuws uiterlijk |                                          | Fluwelen Burgwal 1e Koediefstraat 4    | 52° 4' 48" NB, 4° 19' 6" OL  | 0518/WN257 | Upload foto |
| Herenhuis in eclectische stijl | circa 1870                             |                                          | Herengracht 17                         | 52° 4' 51" NB, 4° 19' 10" OL | 0518/WN265 | Herenhuis in eclectische stijl |
| Woonhuis | 17e-eeuws                              |                                          | Koediefstraat 4                        | 52° 4' 47" NB, 4° 19' 5" OL  | 0518/WN282 | Woonhuis |
| Pand ter breedte van vier vensterassen met eenvoudige lijstgevel | 18e-eeuws                              |                                          | Korte Houtstraat 5 en 5a               | 52° 4' 45" NB, 4° 19' 1" OL  | 0518/WN287 | Upload foto |
| Pand ter breedte van twee vensterassen, met twee verdiepingen en schilddak met dakkapel | 1725-1750                              |                                          | Korte Houtstraat 9                     | 52° 4' 45" NB, 4° 19' 1" OL  | 0518/WN288 | Upload foto |
| Pand met eenvoudige, gepleisterde lijstgevel | 1800-1850                              |                                          | Korte Houtstraat 12 en 12a             | 52° 4' 45" NB, 4° 19' 2" OL  | 0518/WN285 | Upload foto |
| Herenhuis bestaande uit souterrain, belétage, twee verdiepingen en met pannen gedekt schilddak | 1725-1750                              |                                          | Korte Houtstraat 20 t/m 20b            | 52° 4' 44" NB, 4° 19' 3" OL  | 0518/WN286 | Upload foto |
| Pand in eclectische stijl bestaande uit drie bouwlagen onder kap | 2e kwart 19e eeuw                      |                                          | Korte Poten 1 / Korte Houtstraat 2a/2b | 52° 4' 47" NB, 4° 19' 0" OL  | 0518/WN919 | Upload foto |
| Winkel met bergruimte bestaande uit twee drie bouwlagen met een op de art-decostijl geïnspireerde voorgevel | 1915                                   | W.G. Welsing                             | Korte Poten 5                          | 52° 4' 47" NB, 4° 19' 1" OL  | 0518/WN920 | Upload foto |
| Pand op rechthoekige plattegrond, bestaande uit drie bouwlagen onder een kapverdieping | 17e-eeuws                              |                                          | Korte Poten 6                          | 52° 4' 47" NB, 4° 19' 1" OL  | 0518/WN925 | Upload foto |
| Winkel-woonhuis in sobere neorenaissancestijl bestaande uit drie bouwlagen onder plat dak | 1905                                   | J.J. van Dam J.C. van Dorsser J. Mutters | Korte Poten 7 t/m 7c                   | 52° 4' 47" NB, 4° 19' 1" OL  | 0518/WN921 | Meer afbeeldingen |
| Pand op rechthoekige plattegrond, bestaande uit drie bouwlagen onder een kapverdieping | circa 1900                             |                                          | Korte Poten 8                          | 52° 4' 47" NB, 4° 19' 1" OL  | 0518/WN926 | Upload foto |
| Winkel-woonpand | 1919                                   | C. van den Hoogenband                    | Korte Poten 9/9a                       | 52° 4' 47" NB, 4° 19' 2" OL  | 0518/WN928 | Upload foto |
| Pand met goed verlopen transformatieproces op rechthoekige plattegrond van drie bouwlagen onder een kapverdieping, drie vensterassen breed                                                                                           | 19e-eeuws                              |                                          | Korte Poten 11                         | 52° 4' 47" NB, 4° 19' 2" OL  | 0518/WN927 | Upload foto |
| Winkel-woonhuis in eclectische stijl | circa 1870                             |                                          | Korte Poten 15 - 15a                   | 52° 4' 48" NB, 4° 19' 3" OL  | 0518/WN932 | Upload foto |
| Pand, twee vensterassen breed, bestaande uit drie lagen onder een kap | 18e-eeuws                              |                                          | Korte Poten 17                         | 52° 4' 48" NB, 4° 19' 3" OL  | 0518/WN931 | Upload foto |
| Pand op de hoek van de Koediefstraat en de Korte Poten op langgerekte plattegrond bestaande uit een twee laags achterdeel onder een met pannen gedekte kap en een hoger opgetrokken voorbouw van drie bouwlagen in eclectische stijl | 1866                                   |                                          | Korte Poten 21 Koediefstraat 1         | 52° 4' 48" NB, 4° 19' 3" OL  | 0518/WN933 | Upload foto |
| Pand op langgerekte plattegrond bestaande uit een lager achterdeel en een hoger opgetrokken voorbouw van drie bouwlagen | 1800-1825                              |                                          | Korte Poten 23                         | 52° 4' 48" NB, 4° 19' 4" OL  | 0518/WN935 | Upload foto |
| Pand | 1e kwart 19e eeuw                      |                                          | Korte Poten 23a/23b                    | 52° 4' 48" NB, 4° 19' 4" OL  | 0518/WN934 | Upload foto |
| Pand op rechthoekige plattegrond, bestaande uit drie bouwlagen onder een kapverdieping | 19e-eeuws                              |                                          | Korte Poten 25 - 25a                   | 52° 4' 48" NB, 4° 19' 4" OL  | 0518/WN943 | Upload foto |
| Drie assen breed winkel/woonpand op rechthoekige plattegrond bestaande uit drie bouwlagen onder een kap art nouveau, neorenaissance stijl                                                                                            | 1902                                   |                                          | Korte Poten 27                         | 52° 4' 48" NB, 4° 19' 4" OL  | 0518/WN941 | Drie assen breed winkel/woonpand op rechthoekige plattegrond bestaande uit drie bouwlagen onder een kap art nouveau, neorenaissance stijl             |
| Drie assen breed winkel/woonpand op rechthoekige plattegrond bestaande uit drie bouwlagen onder een kapverdieping art nouveau, Weense Sezession stijl                                                                                | circa 1905                             |                                          | Korte Poten 29-29a-29b-29c             | 52° 4' 48" NB, 4° 19' 5" OL  | 0518/WN942 | Drie assen breed winkel/woonpand op rechthoekige plattegrond bestaande uit drie bouwlagen onder een kapverdieping art nouveau, Weense Sezession stijl |
| Winkel-woonhuis in eclectische, Um 1800-bewegung stijl | circa 1875                             | E. de Vrind                              | Korte Poten 57                         | 52° 4' 48" NB, 4° 19' 5" OL  | 0518/WN944 | Winkel-woonhuis in eclectische, Um 1800-bewegung stijl                                                                                                |
| Pand gelegen op een rechthoekig plattegrond, bestaande uit drie bouwlagen onder kap, drie vensterassen | 18e-eeuws                              |                                          | Korte Poten 59                         | 52° 4' 49" NB, 4° 19' 5" OL  | 0518/WN949 | Pand gelegen op een rechthoekig plattegrond, bestaande uit drie bouwlagen onder kap, drie vensterassen                                                |
| Bodega met bovengelegen kantoor in neorenaissance stijl | 1912                                   | M. Kuijper Czn                           | Korte Poten 63 Fluwelen Burgwal 1a     | 52° 4' 49" NB, 4° 19' 6" OL  | 0518/WN945 | Upload foto |
| Winkel-woonhuis in neorenaissance-stijl | circa 1890                             |                                          | Lange Poten 1                          | 52° 4' 43" NB, 4° 18' 51" OL | 0518/WN861 | Winkel-woonhuis in neorenaissance-stijl |
| Winkel-woonpand op rechthoekige plattegrond van drie bouwlagen onder een kapverdieping | 1e helft 19e-eeuw                      |                                          | Lange Poten 3                          | 52° 4' 43" NB, 4° 18' 51" OL | 0518/WN866 | Winkel-woonpand op rechthoekige plattegrond van drie bouwlagen onder een kapverdieping                                                                |
| Winkel-woonpand op rechthoekige plattegrond van vier bouwlagen onder een kapverdieping | 1e helft 19e-eeuw                      |                                          | Lange Poten 5/5a                       | 52° 4' 43" NB, 4° 18' 51" OL | 0518/WN870 | Winkel-woonpand op rechthoekige plattegrond van vier bouwlagen onder een kapverdieping                                                                |
| Winkel-woonhuis in neorenaissance-stijl | circa 1890                             |                                          | Lange Poten 7                          | 52° 4' 43" NB, 4° 18' 51" OL | 0518/WN871 | Winkel-woonhuis in neorenaissance-stijl |
| Pand van drie bouwlagen onder een kap in art-nouveaustijl | 1905                                   | L.A.H. de Wolf                           | Lange Poten 13 en 15                   | 52° 4' 43" NB, 4° 18' 52" OL | 0518/WN862 | Pand van drie bouwlagen onder een kap in art-nouveaustijl                                                                                             |
| Winkel-woonhuis in neorenaissance-stijl | 1902                                   |                                          | Lange Poten 17                         | 52° 4' 43" NB, 4° 18' 53" OL | 0518/WN863 | Winkel-woonhuis in neorenaissance-stijl |
| Winkel-woonpand bestaande uit twee samengevoegd panden en voorzien van een voorgevel in art-decostijl | 1921                                   | J. Duynstee                              | Lange Poten 21 t/m 21c                 | 52° 4' 44" NB, 4° 18' 53" OL | 0518/WN864 | Winkel-woonpand bestaande uit twee samengevoegd panden en voorzien van een voorgevel in art-decostijl                                                 |
| Winkel-woonpand in wederopbouw stijl | 1954                                   | S. Switzar                               | Lange Poten 23                         | 52° 4' 44" NB, 4° 18' 54" OL | 0518/WN865 | Winkel-woonpand in wederopbouw stijl |
| Pand op rechthoekige plattegrond, bestaande uit drie bouwlagen | 18e-eeuws                              |                                          | Lange Poten 35                         | 52° 4' 44" NB, 4° 18' 55" OL | 0518/WN867 | Pand op rechthoekige plattegrond, bestaande uit drie bouwlagen                                                                                        |
| Centraal Bioscoop Theater in art deco Um 1800-bewegung stijl | 1919                                   | C. van den Hoogenband                    | Lange Poten 41                         | 52° 4' 45" NB, 4° 18' 56" OL | 0518/WN868 | Centraal Bioscoop Theater in art deco Um 1800-bewegung stijl                                                                                          |
| Pand op rechthoekige plattegrond, bestaande uit drie bouwlagen met kapverdieping | 1800-1850                              |                                          | Lange Poten 43                         | 52° 4' 45" NB, 4° 18' 56" OL | 0518/WN869 | Pand op rechthoekige plattegrond, bestaande uit drie bouwlagen met kapverdieping                                                                      |
| Winkel-woonhuis in eclectische stijl | tweede helft 19e eeuw                  | J.P.C. Swijser                           | Plein 3 - 3a                           | 52° 4' 45" NB, 4° 18' 56" OL | 0518/WN874 | Winkel-woonhuis in eclectische stijl |
| Drie assen breed pand op rechthoekige plattegrond bestaande uit drie bouwlagen onder kap in neorenaissance stijl | circa 1900                             |                                          | Plein 6                                | 52° 4' 46" NB, 4° 18' 58" OL | 0518/WN875 | Drie assen breed pand op rechthoekige plattegrond bestaande uit drie bouwlagen onder kap in neorenaissance stijl                                      |
| Voormalig herenhuis op rechthoekige plattegrond van drie bouwlagen onder een kap | 19e-eeuws                              |                                          | Plein 8 t/m 8d                         | 52° 4' 46" NB, 4° 18' 59" OL | 0518/WN876 | Voormalig herenhuis op rechthoekige plattegrond van drie bouwlagen onder een kap                                                                      |
| Voormalig herenhuis op rechthoekige plattegrond van drie bouwlagen onder een kap | 1800-1850                              |                                          | Plein 9 en 9a                          | 52° 4' 46" NB, 4° 18' 59" OL | 0518/WN877 | Voormalig herenhuis op rechthoekige plattegrond van drie bouwlagen onder een kap                                                                      |
| Bedrijfspand in eclectische stijl | circa 1885                             |                                          | Plein 10                               | 52° 4' 46" NB, 4° 18' 59" OL | 0518/WN872 | Bedrijfspand in eclectische stijl |
| Pand uit drie bouwlagen onder kapverdieping met gepleisterde voorgevel | 19e-eeuws                              |                                          | Plein 11                               | 52° 4' 46" NB, 4° 18' 60" OL | 0518/WN873 | Pand uit drie bouwlagen onder kapverdieping met gepleisterde voorgevel                                                                                |
| Pand met gepleisterde lijstgevels en een omlopend schilddak | 17e-eeuws                              |                                          | Plein 12 en 12a                        | 52° 4' 46" NB, 4° 18' 60" OL | 0518/WN394 | Pand met gepleisterde lijstgevels en een omlopend schilddak                                                                                           |
| Winkel-woonhuis in neorenaissance-stijl | 1892                                   | H. Wesstra jr.                           | Plein 13                               | 52° 4' 47" NB, 4° 19' 0" OL  | 0518/WN922 | Upload foto |
| Vrijstaand pand bestaande uit parterre, twee verdiepingen en zolderverdieping | 17e-eeuws                              |                                          | Spui 253 - 255 - 263                   | 52° 4' 32" NB, 4° 19' 7" OL  | 0518/WN433 | Upload foto |
| Warenhuis in oorsprong gebouwd voor Vroom & Dreesman in Amsterdamse Schoolstijl | 1928                                   | Jan Kuijt                                | Spuistraat 63                          | 52° 4' 41" NB, 4° 18' 50" OL | 0518/WN457 | Upload foto |
| Voormalige koetshuis, tevens stalgebouw | circa 1850                             |                                          | Zwarteweg 81                           | 52° 4' 40" NB, 4° 19' 28" OL | 0518/WN560 | Meer afbeeldingen |

## Voorhout
De buurt Voorhout in de wijk Centrum kent 102 gemeentelijke monumenten, zie de lijst van gemeentelijke monumenten in Voorhout (Den Haag).

## Willemspark
Het Willemspark kent 24 gemeentelijke monumenten:
| Object                               | Bouwjaar                 | Architect              | Locatie                       | Coördinaten                  | Nr.        | Afbeelding                           |
| ------------------------------------ | ------------------------ | ---------------------- | ----------------------------- | ---------------------------- | ---------- | ------------------------------------ |
| Willemsparkbrug                      | 1875-1900                |                        | Alexanderstraat               | 52° 5' 6" NB, 4° 18' 23" OL  | 0518/WN745 | Meer afbeeldingen                    |
| Christinalaan                        | 1913                     |                        | Christinalaan 1 t/m 40        | 52° 5' 16" NB, 4° 18' 32" OL | 0518/WN746 | Christinalaan                        |
| Winkel-woonhuis in eclectische stijl | circa 1840               |                        | Frederikstraat 40             | 52° 5' 15" NB, 4° 18' 37" OL | 0518/WN755 | Winkel-woonhuis in eclectische stijl |
| Winkel-woonhuis in eclectische stijl | circa 1840               |                        | Frederikstraat 42             | 52° 5' 15" NB, 4° 18' 37" OL | 0518/WN756 | Winkel-woonhuis in eclectische stijl |
| Winkel-woonhuis in eclectische stijl | circa 1840               |                        | Frederikstraat 44             | 52° 5' 16" NB, 4° 18' 37" OL | 0518/WN757 | Winkel-woonhuis in eclectische stijl |
| Winkel-woonhuis in eclectische stijl | circa 1840               |                        | Frederikstraat 46             | 52° 5' 16" NB, 4° 18' 37" OL | 0518/WN758 | Winkel-woonhuis in eclectische stijl |
| Winkel-woonhuis in eclectische stijl | circa 1840               |                        | Frederikstraat 48             | 52° 5' 16" NB, 4° 18' 37" OL | 0518/WN759 | Winkel-woonhuis in eclectische stijl |
| Winkel-woonhuis in eclectische stijl | circa 1840               |                        | Frederikstraat 50             | 52° 5' 16" NB, 4° 18' 37" OL | 0518/WN760 | Winkel-woonhuis in eclectische stijl |
| Villa in eclectische stijl           | circa 1860               | J.J. Delia             | Javastraat 1a                 | 52° 5' 14" NB, 4° 18' 10" OL | 0518/WN761 | Villa in eclectische stijl           |
| Villa in eclectische stijl           | circa 1860               | J.J. Delia             | Javastraat 1b                 | 52° 5' 14" NB, 4° 18' 10" OL | 0518/WN762 | Villa in eclectische stijl           |
| Villa in eclectische stijl           | circa 1860               | J.J. Delia             | Javastraat 1c                 | 52° 5' 14" NB, 4° 18' 10" OL | 0518/WN763 | Villa in eclectische stijl           |
| Hofje Javalaantje                    | circa 1870               | Gerardus van der Leeuw | Javastraat 99 t/m 161         | 52° 5' 17" NB, 4° 18' 41" OL | 0518/WN765 | Hofje Javalaantje                    |
| Hofje van Oijen                      | 1850-1899                |                        | Javastraat 229 t/m 259        | 52° 5' 22" NB, 4° 18' 39" OL | 0518/WN764 | Upload foto                          |
| Herenhuis in eclectische stijl       | circa 1848-1849          |                        | Koninginnegracht 15           | 52° 5' 15" NB, 4° 18' 50" OL | 0518/WN766 | Meer afbeeldingen                    |
| Woonhuis in eclectische stijl        | 1850-1875                |                        | Dr. Kuyperstraat 1            | 52° 5' 12" NB, 4° 18' 45" OL | 0518/WN747 | Woonhuis in eclectische stijl        |
| Woonhuis in eclectische stijl        | 1850-1875                |                        | Dr. Kuyperstraat 3            | 52° 5' 12" NB, 4° 18' 45" OL | 0518/WN752 | Woonhuis in eclectische stijl        |
| Woonhuis in eclectische stijl        | 1850-1875                |                        | Dr. Kuyperstraat 5            | 52° 5' 12" NB, 4° 18' 46" OL | 0518/WN753 | Woonhuis in eclectische stijl        |
| Woonhuis in eclectische stijl        | 1850-1875                |                        | Dr. Kuyperstraat 9            | 52° 5' 13" NB, 4° 18' 47" OL | 0518/WN754 | Woonhuis in eclectische stijl        |
| Woonhuis in eclectische stijl        | 1850-1875                |                        | Dr. Kuyperstraat 11           | 52° 5' 13" NB, 4° 18' 47" OL | 0518/WN748 | Upload foto                          |
| Woonhuis in eclectische stijl        | 1850-1875                |                        | Dr. Kuyperstraat 13           | 52° 5' 13" NB, 4° 18' 47" OL | 0518/WN749 | Woonhuis in eclectische stijl        |
| Woonhuis in eclectische stijl        | 1850-1875                |                        | Dr. Kuyperstraat 15           | 52° 5' 13" NB, 4° 18' 48" OL | 0518/WN750 | Upload foto                          |
| Woonhuis in eclectische stijl        | 1850-1875 (herbouw 2007) |                        | Dr. Kuyperstraat 25 t/m 33    | 52° 5' 14" NB, 4° 18' 50" OL | 0518/WN751 | Upload foto                          |
| Brug GW 40                           | 1882                     | De Prins van Oranje    | Mauritskade Scheveningse Veer | 52° 5' 3" NB, 4° 18' 18" OL  | 0518/WN767 | Meer afbeeldingen                    |
| Herenhuis in neorenaissance stijl    | 1897                     | P. Lammens             | Nassaulaan 1 t/m 2b           | 52° 5' 9" NB, 4° 18' 33" OL  | 0518/WN768 | Herenhuis in neorenaissance stijl    |

## Zeeheldenkwartier
Het Zeeheldenkwartier kent 60 gemeentelijke monumenten:
| Object | Bouwjaar          | Architect                               | Locatie                                         | Coördinaten                  | Nr.        | Afbeelding |
| --- | ----------------- | --------------------------------------- | ----------------------------------------------- | ---------------------------- | ---------- | --- |
| Pand in neorenaissancestijl, gebouwd als Industrieschool voor Meisjes | 1889              | Johannes van Nieukerken                 | Van Diemenstraat 202                            | 52° 4' 56" NB, 4° 17' 23" OL | 0518/WN801 | Pand in neorenaissancestijl, gebouwd als Industrieschool voor Meisjes |
| Kosterij van de kerk van de Katholieke Apostolische Gemeente in eclectische stijl | 1868              | C.W. van Capellen                       | Eerste De Riemerstraat 3 en 5                   | 52° 4' 47" NB, 4° 18' 3" OL  | 0518/WN769 | Kosterij van de kerk van de Katholieke Apostolische Gemeente in eclectische stijl |
| Herenhuis van drie bouwlagen in neoclassicistische stijl | 1879              | J. de Quack                             | Elandstraat 12                                  | 52° 4' 56" NB, 4° 18' 2" OL  | 0518/WN954 | Herenhuis van drie bouwlagen in neoclassicistische stijl |
| Hogere Burger School in neorenaissance stijl | 1907              | Gemeentewerken 's-Gravenhage A. Schadee | Elandstraat 200 / Waldeck Pyrmontkade 115 - 116 | 52° 4' 41" NB, 4° 17' 36" OL | 0518/WN770 | Hogere Burger School in neorenaissance stijl |
| Atelier Te Poel en Stoltefus in eclectische stijl | 1881              | J. te Poel F.S. Stoltefus               | Helmersstraat 142 en 144                        | 52° 4' 45" NB, 4° 17' 38" OL | 0518/WN771 | Atelier Te Poel en Stoltefus in eclectische stijl |
| Winkelpui in wederopbouw stijl | 1961              | J.F.M. Annegarn                         | Prins Hendrikstraat 132                         | 52° 4' 51" NB, 4° 17' 28" OL | 0518/WN952 | Winkelpui in wederopbouw stijl |
| Pand met gevel in eclectische trant | circa 1881        | C.M. van Vianen                         | Van Speijkstraat 1                              | 52° 5' 3" NB, 4° 17' 44" OL  | 0518/WN802 | Pand met gevel in eclectische trant |
| Pand met lijstgevel in eclectische trant | circa 1881        | C.M. van Vianen                         | Van Speijkstraat 3                              | 52° 5' 3" NB, 4° 17' 44" OL  | 0518/WN817 | Pand met lijstgevel in eclectische trant |
| Pand met lijstgevel in eclectische trant | circa 1881        | C.M. van Vianen                         | Van Speijkstraat 5a en b                        | 52° 5' 3" NB, 4° 17' 43" OL  | 0518/WN819 | Pand met lijstgevel in eclectische trant |
| Pand met lijstgevel in eclectische trant | circa 1881        | J. van Sonsbeek P. de Zoete             | Van Speijkstraat 7                              | 52° 5' 4" NB, 4° 17' 48" OL  | 0518/WN820 | Pand met lijstgevel in eclectische trant |
| Pand met lijstgevel in eclectische trant | circa 1881        | J. van Sonsbeek P. de Zoete             | Van Speijkstraat 9 en 9a                        | 52° 5' 2" NB, 4° 17' 42" OL  | 0518/WN821 | Pand met lijstgevel in eclectische trant |
| Pand met lijstgevel in eclectische trant | circa 1881        | J. van Sonsbeek P. de Zoete             | Van Speijkstraat 11a en 11b                     | 52° 5' 2" NB, 4° 17' 42" OL  | 0518/WN803 | Pand met lijstgevel in eclectische trant |
| Pand met lijstgevel in eclectische trant | circa 1881        | J. van Sonsbeek P. de Zoete             | Van Speijkstraat 13a t/m 13f                    | 52° 5' 2" NB, 4° 17' 42" OL  | 0518/WN804 | Pand met lijstgevel in eclectische trant |
| Pand met lijstgevel in eclectische trant | circa 1881        | J. van Sonsbeek P. de Zoete             | Van Speijkstraat 15a t/m 15f                    | 52° 5' 2" NB, 4° 17' 42" OL  | 0518/WN805 | Pand met lijstgevel in eclectische trant |
| Pand met lijstgevel in eclectische trant | circa 1881        | J. van Sonsbeek P. de Zoete             | Van Speijkstraat 17a t/m 17f                    | 52° 5' 2" NB, 4° 17' 42" OL  | 0518/WN806 | Pand met lijstgevel in eclectische trant |
| Pand in eclectische trant, dat deel uitmaakt van een als een geheel gebouwde groep met de nummers 20, 22 en 24 | 1881-1882         | A. de Waard                             | Van Speijkstraat 18                             | 52° 5' 2" NB, 4° 17' 44" OL  | 0518/WN807 | Pand in eclectische trant, dat deel uitmaakt van een als een geheel gebouwde groep met de nummers 20, 22 en 24 |
| Pand met lijstgevel in eclectische trant | circa 1881        | J. van Sonsbeek P. de Zoete             | Van Speijkstraat 19a t/m 19f                    | 52° 5' 2" NB, 4° 17' 41" OL  | 0518/WN808 | Pand met lijstgevel in eclectische trant |
| Pand in eclectische trant, dat deel uitmaakt van een als een geheel gebouwde groep met de nummers 18, 22 en 24 | 1881-1882         | A. de Waard                             | Van Speijkstraat 20a t/m 20f                    | 52° 5' 2" NB, 4° 17' 44" OL  | 0518/WN809 | Pand in eclectische trant, dat deel uitmaakt van een als een geheel gebouwde groep met de nummers 18, 22 en 24 |
| Pand met lijstgevel in eclectische trant | circa 1881        | J. van Sonsbeek P. de Zoete             | Van Speijkstraat 21                             | 52° 5' 2" NB, 4° 17' 41" OL  | 0518/WN810 | Pand met lijstgevel in eclectische trant |
| Pand in eclectische trant, dat deel uitmaakt van een als een geheel gebouwde groep met de nummers 18, 20 en 24 | 1881-1882         | A. de Waard                             | Van Speijkstraat 22a t/m 22f                    | 52° 5' 2" NB, 4° 17' 43" OL  | 0518/WN811 | Pand in eclectische trant, dat deel uitmaakt van een als een geheel gebouwde groep met de nummers 18, 20 en 24 |
| Pand met lijstgevel in eclectische trant | circa 1881        | I.W. van der Vet                        | Van Speijkstraat 23 t/m 23f                     | 52° 5' 2" NB, 4° 17' 40" OL  | 0518/WN812 | Pand met lijstgevel in eclectische trant |
| Pand in eclectische trant, dat deel uitmaakt van een als een geheel gebouwde groep met de nummers 18, 20 en 22 | 1881-1882         | A. de Waard                             | Van Speijkstraat 24                             | 52° 5' 2" NB, 4° 17' 43" OL  | 0518/WN813 | Pand in eclectische trant, dat deel uitmaakt van een als een geheel gebouwde groep met de nummers 18, 20 en 22 |
| Pand met lijstgevel in eclectische trant | circa 1881        | I.W. van der Vet                        | Van Speijkstraat 25a t/m d                      | 52° 5' 2" NB, 4° 17' 40" OL  | 0518/WN814 | Pand met lijstgevel in eclectische trant |
| Pand met lijstgevel in eclectische trant | circa 1881        | I.W. van der Vet                        | Van Speijkstraat 27                             | 52° 5' 1" NB, 4° 17' 40" OL  | 0518/WN815 | Pand met lijstgevel in eclectische trant |
| Pand met lijstgevel in eclectische trant | circa 1881        | I.W. van der Vet                        | Van Speijkstraat 29 t/m 29f                     | 52° 5' 1" NB, 4° 17' 39" OL  | 0518/WN816 | Pand met lijstgevel in eclectische trant |
| Pand met lijstgevel in eclectische trant | circa 1881        | I.W. van der Vet                        | Van Speijkstraat 31a t/m d                      | 52° 5' 1" NB, 4° 17' 39" OL  | 0518/WN818 | Pand met lijstgevel in eclectische trant |
| Deels gepleisterd hoekpand in eclectische trant, bestaande uit parterre en twee verdiepingen | 1879              | P. Dijkman Joh. Nieuwmeyer              | Van de Spiegelstraat 1 Hugo de Grootstraat 17a  | 52° 5' 3" NB, 4° 17' 49" OL  | 0518/WN789 | Deels gepleisterd hoekpand in eclectische trant, bestaande uit parterre en twee verdiepingen |
| Hoekpand, ter breedte van vijf vensterassen in eclectische trant | 1881              | L.N. Leyendekkers                       | Van de Spiegelstraat 2 t/m 2j;4 t/m 4j          | 52° 5' 3" NB, 4° 17' 48" OL  | 0518/WN794 | Hoekpand, ter breedte van vijf vensterassen in eclectische trant |
| Gepleisterd pand met lijstgevel in eclectische trant | 1879              | P. Dijkman Joh. Nieuwmeyer              | Van de Spiegelstraat 3                          | 52° 5' 3" NB, 4° 17' 49" OL  | 0518/WN795 | Gepleisterd pand met lijstgevel in eclectische trant |
| Pand met lijstgevel in eclectische trant | 1879              | P. Dijkman Joh. Nieuwmeyer              | Van de Spiegelstraat 5                          | 52° 5' 3" NB, 4° 17' 49" OL  | 0518/WN796 | Pand met lijstgevel in eclectische trant |
| Pand met lijstgevel in eclectisohe trant in eclectische stijl | 1881              | L.N. en L.F. Leyendekkers               | Van de Spiegelstraat 6                          | 52° 5' 3" NB, 4° 17' 48" OL  | 0518/WN797 | Pand met lijstgevel in eclectisohe trant in eclectische stijl |
| Pand met vier-assige lijstgevel in eclectische trant, gebouwd ca | circa 1875        | P. Dijkman Joh. Nieuwmeyer              | Van de Spiegelstraat 7 en 7a                    | 52° 5' 4" NB, 4° 17' 49" OL  | 0518/WN798 | Pand met vier-assige lijstgevel in eclectische trant, gebouwd ca |
| Pand in eclectische trant ter breedte van drie vensterassen, parterre en twee verdiepingen | 1881              | L.N. en L.F. Leyendekkers               | Van de Spiegelstraat 8                          | 52° 5' 3" NB, 4° 17' 48" OL  | 0518/WN799 | Pand in eclectische trant ter breedte van drie vensterassen, parterre en twee verdiepingen |
| Pand met lijstgevel in eclectische trant | circa 1875        | P. Dijkman Joh. Nieuwmeyer              | Van de Spiegelstraat 9                          | 52° 5' 4" NB, 4° 17' 48" OL  | 0518/WN800 | Pand met lijstgevel in eclectische trant |
| Hoekpand met gebogen hoekpartij, versierd met gecanneleerde pilasters van de kolossale orde met rozetten en vrij geïnterpreteerde Corinthische kapitelen in eclectische trant                                                                                           | 1881              | L.N. en L.F. Leyendekkers               | Van de Spiegelstraat 10                         | 52° 5' 3" NB, 4° 17' 48" OL  | 0518/WN790 | Hoekpand met gebogen hoekpartij, versierd met gecanneleerde pilasters van de kolossale orde met rozetten en vrij geïnterpreteerde Corinthische kapitelen in eclectische trant                                                                                           |
| Drie-assige lijstgevel in eclectische trant | circa 1880        | L. Tellekamp                            | Van de Spiegelstraat 11                         | 52° 5' 4" NB, 4° 17' 48" OL  | 0518/WN791 | Drie-assige lijstgevel in eclectische trant |
| Pand met drie-assige lijstgevel in eclectische trant | circa 1880        | L. Tellekamp                            | Van de Spiegelstraat 15                         | 52° 5' 5" NB, 4° 17' 47" OL  | 0518/WN792 | Pand met drie-assige lijstgevel in eclectische trant |
| Statig pand in eclectische trant | circa 1880        |                                         | Van de Spiegelstraat 19                         | 52° 5' 5" NB, 4° 17' 47" OL  | 0518/WN793 | Statig pand in eclectische trant |
| Linkerdeel van een hoekpand op L-vormige plattegrond in eclectische stijl | 1862              |                                         | Toussaintkade 1                                 | 52° 4' 49" NB, 4° 18' 12" OL | 0518/WN773 | Linkerdeel van een hoekpand op L-vormige plattegrond in eclectische stijl |
| Middendeel van een hoekpand op L-vormige plattegrond in eclectische stijl | 1862              |                                         | Toussaintkade 2                                 | 52° 4' 49" NB, 4° 18' 12" OL | 0518/WN774 | Middendeel van een hoekpand op L-vormige plattegrond in eclectische stijl |
| Rechterdeel van een hoekpand op L-vormige plattegrond in eclectische stijl, dat bestaat uit drie woonhuizen met een totale breedte van tien vensterassen en telt een hoge parterre met rijzige verdieping en hoog, met pannen gedekt schilddak waarop twee schoorstenen | 1862              |                                         | Toussaintkade 3                                 | 52° 4' 49" NB, 4° 18' 11" OL | 0518/WN782 | Rechterdeel van een hoekpand op L-vormige plattegrond in eclectische stijl, dat bestaat uit drie woonhuizen met een totale breedte van tien vensterassen en telt een hoge parterre met rijzige verdieping en hoog, met pannen gedekt schilddak waarop twee schoorstenen |
| Huis Tuyt, pand in neo-classisische stijl | 1822              |                                         | Toussaintkade 22                                | 52° 4' 51" NB, 4° 18' 10" OL | 0518/WN775 | Huis Tuyt, pand in neo-classisische stijl |
| Woonhuis in sobere, laat-neoclassicistische trant | 1862              |                                         | Toussaintkade 23 t/m 24B                        | 52° 4' 51" NB, 4° 18' 9" OL  | 0518/WN776 | Woonhuis in sobere, laat-neoclassicistische trant |
| Woon-winkelpand oorspronkelijk twee huizen, bestaande uit parterre en verdieping met twee, door pannen gedekte schilddaken in neoclassicistische stijl | 1862              |                                         | Toussaintkade 25 en 26                          | 52° 4' 52" NB, 4° 18' 9" OL  | 0518/WN778 | Meer afbeeldingen |
| Woon-winkelpand oorspronkelijk twee huizen, bestaande uit parterre en verdieping met twee, door pannen gedekte schilddaken waarvan de nok loodrecht staat op de straat in neoclassicistische stijl                                                                      | 1862              |                                         | Toussaintkade 27 en 28                          | 52° 4' 52" NB, 4° 18' 9" OL  | 0518/WN780 | Woon-winkelpand oorspronkelijk twee huizen, bestaande uit parterre en verdieping met twee, door pannen gedekte schilddaken waarvan de nok loodrecht staat op de straat in neoclassicistische stijl                                                                      |
| Dubbel woonhuis met lijstgevel in sobere, laat-neoclassicistische/vroeg eclectische stijl | 1862              |                                         | Toussaintkade 29 en 30                          | 52° 4' 52" NB, 4° 18' 9" OL  | 0518/WN781 | Dubbel woonhuis met lijstgevel in sobere, laat-neoclassicistische/vroeg eclectische stijl |
| Woon-winkelpand in eclectische stijl | 1864              |                                         | Toussaintkade 31                                | 52° 4' 52" NB, 4° 18' 8" OL  | 0518/WN783 | Woon-winkelpand in eclectische stijl |
| Woonhuis met lijstgevel in eclectische trant | 1864              |                                         | Toussaintkade 35                                | 52° 4' 53" NB, 4° 18' 8" OL  | 0518/WN784 | Woonhuis met lijstgevel in eclectische trant |
| Woonhuis | 1862              |                                         | Toussaintkade 36                                | 52° 4' 53" NB, 4° 18' 8" OL  | 0518/WN785 | Woonhuis |
| Winkel-woonhuis in eclectische stijl | 1862              |                                         | Toussaintkade 39 en 40                          | 52° 4' 53" NB, 4° 18' 8" OL  | 0518/WN786 | Winkel-woonhuis in eclectische stijl |
| Woonhuis in sobere traditionele trant, bestaande uit parterre, verdieping en zolderverdieping in het met pannen gedekte schilddak waarvan de nok dwars op de straatas staat                                                                                             | 1852              |                                         | Toussaintkade 44                                | 52° 4' 53" NB, 4° 18' 7" OL  | 0518/WN787 | Woonhuis in sobere traditionele trant, bestaande uit parterre, verdieping en zolderverdieping in het met pannen gedekte schilddak waarvan de nok dwars op de straatas staat                                                                                             |
| Woonhuis in eclectische trant | circa 1880        |                                         | Toussaintkade 51 en 52                          | 52° 4' 54" NB, 4° 18' 6" OL  | 0518/WN788 | Woonhuis in eclectische trant |
| Trafozuil | circa 1910        |                                         | Vondelstraat                                    | 52° 4' 48" NB, 4° 18' 5" OL  | 0518/WN822 | Trafozuil |
| Pand | 1769              | A.Th. Zodaer                            | Zeestraat 38                                    | 52° 5' 4" NB, 4° 18' 12" OL  | 0518/WN823 | Pand |
| Pand | 2e kwart 18e eeuw | A.Th. Zodaer                            | Zeestraat 40                                    | 52° 5' 4" NB, 4° 18' 12" OL  | 0518/WN824 | Pand |
| Pand | 1769              | A.Th. Zodaer                            | Zeestraat 42                                    | 52° 5' 4" NB, 4° 18' 12" OL  | 0518/WN825 | Pand |
| Pand | 1769              | A.Th. Zodaer                            | Zeestraat 44                                    | 52° 5' 4" NB, 4° 18' 12" OL  | 0518/WN826 | Pand |
| Pand met rijk gesneden neorenaissance winekpui | 1769              | A.Th. Zodaer                            | Zeestraat 46                                    | 52° 5' 4" NB, 4° 18' 12" OL  | 0518/WN827 | Pand met rijk gesneden neorenaissance winekpui |
| Pand | 1769              | A.Th. Zodaer                            | Zeestraat 48                                    | 52° 5' 5" NB, 4° 18' 12" OL  | 0518/WN828 | Pand |
| Pand in eclectische stijl | 1875-1899         |                                         | Zeestraat 50                                    | 52° 5' 5" NB, 4° 18' 12" OL  | 0518/WN829 | Pand in eclectische stijl |

## Zuidwal
De buurt Zuidwal in de wijk Centrum kent 165 gemeentelijke monumenten, zie de lijst van gemeentelijke monumenten in Zuidwal